# Idiocera multiarmata
Idiocera multiarmata là một loài ruồi trong họ Limoniidae. Chúng phân bố ở miền Cổ bắc.